# Медіо-Кудейо
Медіо-Кудейо (ісп. Medio Cudeyo) — муніципалітет в Іспанії, у складі автономної спільноти Кантабрія. Населення — 7565 осіб (2009).
Муніципалітет розташований на відстані близько 330 км на північ від Мадрида, 10 км на південний схід від Сантандера.
На території муніципалітету розташовані такі населені пункти: Вальдесілья (адміністративний центр), Анас, Сесеньяс, Ерас, Сантьяго-де-Кудейо, Ермоса, Сан-Сальвадор, Сан-Віторес, Собремасас, Соларес.

## Демографія
Динаміка населення (INE ):

## Галерея зображень

Розташування муніципалітету